# Pont de la Folie
Le pont de la Folie est un pont situé à Bobigny. Il permet à l’avenue Jean-Jaurès de franchir le canal de l'Ourcq et de rejoindre la rue de Paris à Noisy-le-Sec.

## Situation

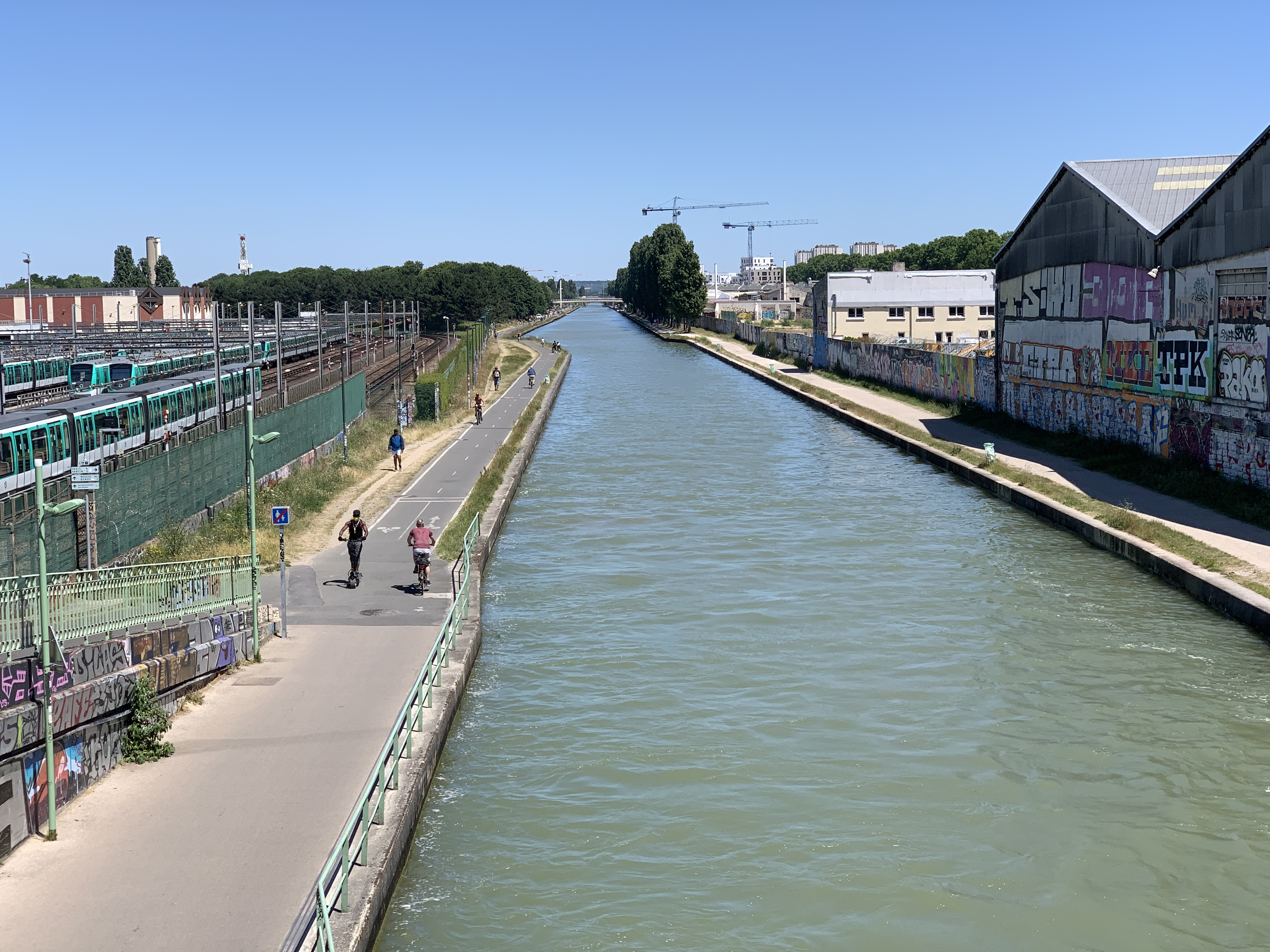
Le canal de l'Ourcq vu du pont de la Folie, vers l'est, en 2020.

Ce pont routier est situé sur la route départementale 40 qui joint Bobigny à Noisy-le-Sec.

## Histoire

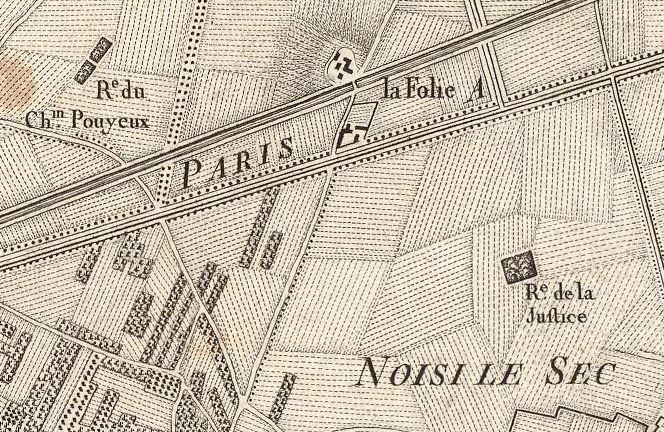
Carte des Chasses du Roi, XVIIIe.

Le pont de la Folie tient son nom d'un lieu-dit qui figure sur la carte des Chasses du Roi, créée par Jean-Baptiste Berthier en deux périodes, de 1764 à 1773 et de 1801 à 1807.
Un pont existait déjà à cet endroit à la fin du XVIIIe siècle.